# Funivia Argegno-Pigra
La funivia Argegno-Pigra è una funivia del tipo a va e vieni che collega la località costiera di Argegno sul lago di Como, col vicino paese montano di Pigra, entrambi in provincia di Como, superando un dislivello di oltre 650 metri.

## Storia

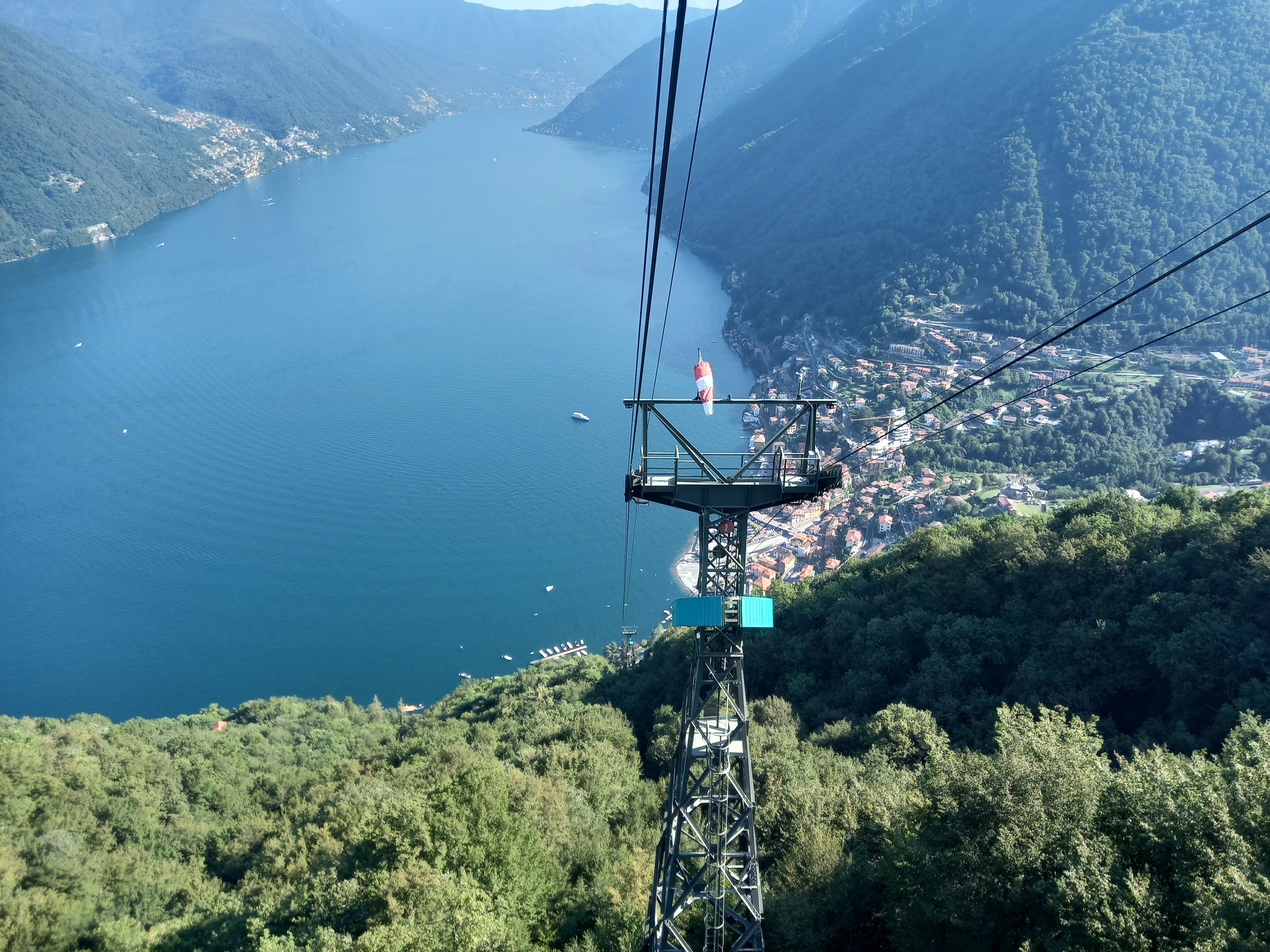
Vista del percorso, sullo sfondo il lago di Como

Già nel 1913 si era pensato ad un sistema funiviario per collegare il piccolo centro urbano di Pigra che fino ad allora era difficilmente raggiungibile, sia dagli altri paesi della Val d'Intelvi, sia soprattutto dai paesi rivieraschi e di conseguenza da Como.
Il 23 maggio del 1971, grazie all'impegno del senatore Lorenzo Spallino e dei due sindaci Rocco Peduzzi e Dante Rosati, si inaugurò l'impianto.

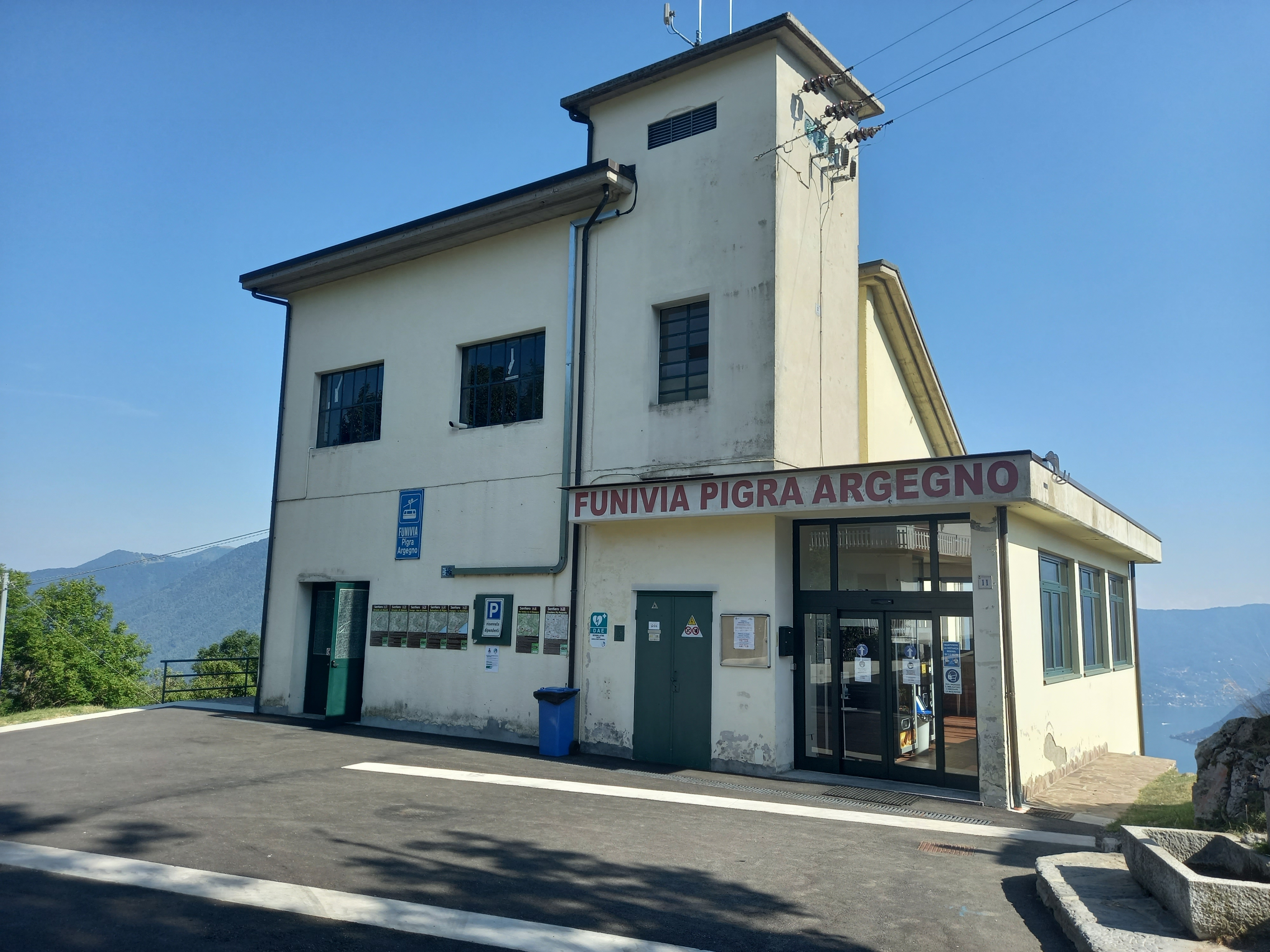
La stazione a monte di Pigra

Il 20 maggio 2010 a causa dell'impossibilità di effettuare i necessari lavori di manutenzione per mancanza di fondi, l'impianto è stato chiuso per disposizione del Ministero dei trasporti, ma successivi sviluppi positivi nell'arrivo di finanziamenti, nonché una forte iniziativa popolare hanno reso possibile la riapertura, avvenuta il 16 giugno 2011.